# Junkers Ju 60
Bei dem Flugzeugtyp Junkers Ju 60 handelt es sich um einen einmotorigen Tiefdecker mit einem Glattblechrumpf. Er wurde als Schnellverkehrsflugzeug ausgelegt und startete zu seinem Erstflug am 8. November 1932.

## Entwicklung
Auslöser für die Entwicklung war der Typ Lockheed Vega, der im Schnellverkehr eine Reisegeschwindigkeit von 290 km/h erreichte. Es wurden nach einem Auftrag vom 3. Oktober 1931 durch das Reichsverkehrsministerium (RVM) mit dem Bau von drei Flugzeugen des Typs Ju 60 begonnen. Für die Ausführung zeichnete Hermann Pohlmann verantwortlich, die Leitung lag in den Händen Ernst Zindels. Als Antrieb wurde ein von BMW in Lizenz gebauter Sternmotor Pratt & Whitney Hornet A mit 404 kW gewählt. Neben den beiden Besatzungsmitgliedern konnten sechs Passagiere befördert werden.
Das Versuchsmuster Ju 60V1 (Werknummer 4200) befriedigte nicht und es ist nicht sicher, ob es je vollendet und erprobt wurde. Der zweite Prototyp mit der Werknummer 4201, in den Werkunterlagen als Ju 60/1 bezeichnet, erfüllte schon eher die in ihn gesetzten Forderungen. Wahrscheinlich wurde mit ihm am 8. November 1932 von Junkers' Werkspiloten Wilhelm Zimmermann der Erstflug durchgeführt. Nach 37 Flugstunden wurde er vom RVM übernommen und der Deutschen Luft Hansa (DLH) übergeben. Mit dem Kennzeichen D-2400 wurde er ab Mai 1933 als Ju 60ba auf Frachtrouten für Testzwecke eingesetzt. Anfang 1934 war das Flugzeug bis zum Februar bei Junkers in Dessau, vermutlich, um ein neues Hornet-Triebwerk einzubauen. Anschließend flog es bei der Luft Hansa als Ju 60b1a. Ab Ende 1934 erfolgte der Einsatz auf Passagierrouten mit dem Kennzeichen D-UPAL. Die Ju 60 erhielt den Merknamen „Pfeil“ und wurde bis 1936 im Dienst behalten, dann kam sie von der DLH über das Reichsluftfahrtministerium zur Luftwaffe, wo sie im August 1936 bei der Erprobungsstelle Rechlin zerstört worden sein soll. Letztlich sorgte jedoch das Erscheinen der wesentlich schnelleren Heinkel He 70 für ein schwindendes Interesse der Luft Hansa an diesem Typ. Der dritte Prototyp mit der Werknummer 4202 wurde nicht vollendet und als Grundlage für die verbesserte Junkers Ju 160 verwendet.
Die Ju 60 war der letzte Flugzeugtyp, der in den Junkerswerken unter der Regie von Hugo Junkers entwickelt wurde.

## Technische Daten

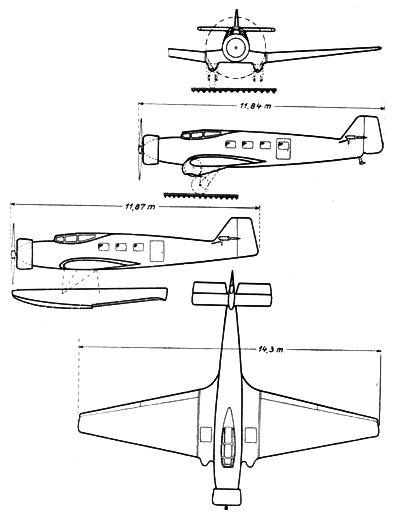
Dreiseitenansicht

| Kenngröße             | Daten                                            |
| --------------------- | ------------------------------------------------ |
| Besatzung             | 2                                                |
| Passagiere            | 6                                                |
| Länge                 | 11,84 m                                          |
| Spannweite            | 14,30 m                                          |
| Höhe                  | 3,90 m                                           |
| Flügelfläche          | 31,00 m²                                         |
| Flügelstreckung       | 6,6                                              |
| Flächenbelastung      | 100 kg/m²                                        |
| Leistungsbelastung    | 8,30 kg/kW                                       |
| Rüstmasse             | 2020 kg                                          |
| Zuladung              | 1080 kg                                          |
| Startmasse            | 3100 kg                                          |
| Triebwerk             | ein Pratt & Whitney Hornet A-2                   |
| Kurzleistung (5 min)  | 550 PS (405 kW)                                  |
| Höchstgeschwindigkeit | 280 km/h                                         |
| Reisegeschwindigkeit  | 240 km/h                                         |
| Landegeschwindigkeit  | 115 km/h                                         |
| Steigzeit             | 3,8 min auf 1000 m Höhe 13,8 min auf 3000 m Höhe |
| Dienstgipfelhöhe      | 5200 m                                           |
| Reichweite            | 1000 km                                          |
| Startrollstrecke      | ca. 350 m                                        |
| Landerollstrecke      | ca. 450 m                                        |